# 魚返善雄
魚返 善雄（おがえり よしお、1910年1月8日 - 1966年3月27日）は、日本の言語学者、中国文学研究者。信濃憂人の別号を持つ。

## 来歴
1910年、大分県玖珠郡北山田村（現・玖珠町）に生まれた。1926年より上海の東亜同文書院に学ぶが、病気のため1929年に中退して帰郷。1933年に文部省検定試験に合格し、英語と支那語の教師資格を取得して東亜学校で教職に就いた。1937年より日華学会理事、NHK嘱託として北京語放送を担当。1939年より東京帝国大学(新制後は東京大学文学部)非常勤講師を27年務めた。戦時中、東京高等師範学校教授。
太平洋戦争後は東洋大学、駒澤大学、東洋大学客員教授として教鞭をとった。

## 著書
- 『華語基礎読本』三省堂 1941
- 『支那語の発音と記号』三省堂 1942
- 『支那語注音符号の発音』帝国書院 1944
- 『日本語と支那語』慶應出版社 1944
- 『民国の文芸』育生社 1948
- 『日本文学と中国文学』弘文堂アテネ文庫 1952
- 『中国的考え方』宝文館 1952
- 『暗い時代の青春』日本出版協同 1953
- 『東洋人の心』東洋経済新報社 1953
- 『漢文の學び方』至文堂、学生教養新書 1953
  - 『漢文の学び方』 志学社選書 2022
- 『趣味の漢文』旺文社、学生ライブラリー 1956
- 『人間味の文学』明徳出版社 1957
- 『外来語小辞典』研究社、研究社小辞典シリーズ 1959
- 『日本語心得帳』大修館書店 1961
- 『文学と東洋』小峯書院 1961
- 『お山のひっこし 放送童話集』小峯書店、コスモス文庫 1963
- 『コオロギになった子 放送童話集』小峯書店、コスモス文庫 1963
- 『言語と文体』紀伊国屋新書 1963、復刻・紀伊国屋書店 1980、1994
- 『漢文の世界』東京大学出版会 1963
- 『漢文入門』社会思想社、現代教養文庫 1966、復刊1993

## 共編著
- 『支那語読本』（編、日本評論社） 1938
- 『時文読本』（高田真治共編、大日本図書） 1940
- 『大陸の言語と文学』（編、三省堂） 1940
- 『華日語法読本 双訳』（王化共著、三省堂） 1941

## 翻訳
- 『支那人の見た日本人』（信濃憂人訳編、青年書房） 1937
- 『支那言語学概論』（カールグレン、岩村忍共訳、文求堂書店） 1937
- 『現代支那語科学』（デンツエル・カー、文求堂書店） 1939
- 『支那人の精神』（辜鴻銘、目黒書店） 1940
- 『支那民衆の告白』（信濃憂人訳編、青年書房） 1940
- 『新支那の出発』（信濃憂人訳編、青年書房） 1940
- 『北京語の発音』（カールグレン、文求堂） 1941
- 『広東語の発音』（ダニエル・ヂョウンズ、胡炯堂、文求堂書店） 1942
- 『漢文華語康煕皇帝遺訓』（大阪屋号書店） 1943
- 『支那文法講話』（劉復、中野昭麿共訳、三省堂） 1943
- 『西洋文化の支那侵略史』（E・R・ヒューズ、大阪屋号書店） 1944
- 『東洋語の声調』（ヂョーヂ・グリアスン、竜文書局） 1945
- 『三民主義及自伝』（孫中堂、増進堂） 1946
- 『機械と精神』（林語堂、朝日新聞社） 1946
- 『東西の国民性』（林語堂、増進堂） 1946
- 『ソロモン 万人の聖書』（生活社） 1947
- 『民国の文芸』（育生社、芸林新書） 1948
- 『紅楼夢』（奥野信太郎共編、好学社） 1948
- 『遊仙窟』（張鷟、東書房） 1948
- 『菜根譚 新訳』（洪自誠、鎌倉文庫） 1948、角川文庫 1955
- 『新中国小説集』（目黒書店） 1948
- 『旧中国小説集 甲編』（目黒書店） 1949
- 『水滸伝』（改造社） 1949、のち「物語 水滸伝」現代教養文庫
- 『西遊記』（改造社） 1950、のち「物語 西遊記」現代教養文庫
- 『中国文学入門』（劉麟生、東京大学出版部） 1951
- 『迷路の殺人』（ヴァン・グーリック、大日本雄弁会講談社） 1951
改題『中国迷宮殺人事件』（講談社文庫）1981
- 『中国千一夜（今古奇観）』（抱甕老人、日本出版協同） 1952 - 1953
- 『禅問答四十八章』（慧開、学生社新書） 1955
『禅問答四十八章』（学生社） 1978
『無門関 現代訳　禅問答四十八章』（学生社）2013／角川ソフィア文庫 2023
- 『中国文学史』（オディル・カルタンマルクーゲキエ、高田淳共訳、白水社・文庫クセジュ） 1957
- 『新しい論語』（彌生書房） 1957
- 『「論語」新訳』（学生社） 1957
- 『中国名詩選』（学生社新書） 1963
- 『宝のひょうたん』（張天翼、小学館、少年少女世界名作文学全集） 1964
- 『広東語小説集 俗話傾談』（邵彬儒、小峯書店） 1964